# مفهوم‌گرایی
مفهوم‌گرایی (انگلیسی: Conceptualism) یک نظریه فلسفی است که وحدت در کثرت را چارچوبی انتزاعی در درون ذهن اندیشمند می‌داند. از دید این نظریه، که پیوندی بین نام‌گرایی و واقع‌گرایی فلسفی نیز هست، وحدتی بین اشیاء خارج از ذهن ناظر مستقل وجود ندارد.

## مفهوم‌گرایی در فلسفه مدرسی
حکیمی به نام آبلار فرانسوی (abelard) 
نخستین مدرسی است که در حوزه علمیه پاریس هزارن مستمع داشته است . وی در نزاع کلیات نظری را ابداع نموده که حد وسط میان دو نظر اهل تسمیه (nominalists) و اهل تحقیق (realists)بوده است  هم چنین بسیار نزدیک به نظر ارسطو است .
او بر این عقیده بود که کلیات نه بر اساس آنچه واقع گرایان می پندارند دارای حقیقتی مستقل در خارج است و نه بر اساس آنچه نام گرایان می پنداشتند صرفا نامی است که بر دسته ای از اشیا شبیه به هم گفته میشود بلکه وی معتقد بود که کلیات دارای وجود ذهنی و حقیقت تصوری هستند . به همین خاطر معتقدان به این مکتب را مفهوم گرا یا به تعبیر خود تصور گرا (conceptualist) می نامند .

## مفهوم‌گرایی مدرن
مفهوم‌گرایی به شکل صریح یا ضمنی از سوی بیشتر متفکرین اوایل دوران مدرنیته از جمله رنه دکارت، جان لاک، و گوتفرید لایبنیتس پذیرفته شده بود. گاه حتی فلسفه متفاوت ایمانوئل کانت، که عقیده داشت قواعد انتزاعی (وحدت) هیچ ربطی به اشیاء خارجی ندارند چرا که به شکلی انحصاری از پیشینی به وجود آمده‌اند، نیز به این مفهوم خوانده شده‌است. با این حال فلسفه مفهوم‌گرایی مختص به فلسفه کانتی نیست چرا که سؤالاتی که به این فلسفه منجر می‌شوند در فلسفه معرفت‌شناسی پیشاکانتی نیز مطرح می‌گردند.